# Hawaiigardenia
Hawaiigardenia (Gardenia brighamii) är en art i familjen måreväxter från Hawaii. Kan odlas som krukväxt i Sverige. 

### Webbkällor
- GRIN Taxonomy for Plants